# Novela española de posguerra
La novela española de posguerra reúne la producción de los escritores españoles en los años posteriores a la guerra civil —contienda finalizada en abril de 1939— y que se desarrolló durante la dictadura franquista tanto por el importante número de escritores exiliados como por el progresivamente más numeroso de los que permanecieron en España.

## Principales representantes
Gonzalo Sobejano, reuniendo en un solo listado lo producido dentro y fuera de España, recoge autores como Ramón J. Sender, Max Aub, Francisco Ayala, Camilo José Cela, Ignacio Agustí, Gonzalo Torrente Ballester, Carmen Laforet, Miguel Delibes, Luis Romero Pérez, Elena Quiroga, Alejandro Núñez Alonso, Ricardo Fernández de la Reguera, José Luis Castillo-Puche, Ángel María de Lera, Tomás Salvador, Enrique Azcoaga, Ana María Matute, Rafael Sánchez Ferlosio, Mario Lacruz, Jesús Fernández Santos, Juan Goytisolo o Ignacio Aldecoa, entre otros. A estos nombres añaden otros críticos los de Juan Petit, Luis Goytisolo, Juan García Hortelano, José María Gironella, Juan Antonio Zunzunegui, Torcuato Luca de Tena o Luis Martín Santos.

## Novelas más señaladas
La novela El Jarama (1955), de Sánchez Ferlosio, está considerada una de las «novelas clave» de esta época, también destacan La familia de Pascual Duarte (1942) y La colmena (1951), de Cela —que José Carlos Mainer considera que «ha encarnado, como nadie, la literatura española de posguerra»—, La noria (1951), de Luis Romero, La sombra del ciprés es alargada (1948) y El camino (1951), de Delibes, y Nada (1945), de Laforet. German Gullón destaca a su vez la calidad de novelas como Tiempo de silencio (1961), de Martín Santos, y Muertes de perro (1958), de Ayala. La novela Los cipreses creen en Dios (1953), de Gironella, tuvo un gran éxito de ventas.

## Las novelistas
Tras el inicial periodo de marginación de la mujer a 'sus labores' prescrita por Iglesia y Estado, la presencia de las escritoras residentes en España quedó circunscrita a ocasionales libros de poesía y, en el campo de la narrativa, a historias de temática «rosa». La concesión del Premio Nadal a Nada de Carmen Laforet, en 1945, tras remover determinados cimientos «anclados en una tradición mediatizada», constituyó un punto de partida a la «incorporación masiva de la mujer al mundo de la Literatura». Así, ya a comienzos de la década de 1950, aparecerán de manera progresiva: Eulalia Galvarriato, Ana María Matute, Elena Quiroga, Susana March, Mercedes Formica, Dolores Medio, Carmen Martín Gaite, Carmen Kurtz, Elena Soriano o Ángeles Villarta Tuñón, entre las más conocidas.

## Variantes y corrientes
La narrativa de posguerra, de forma evolutiva, presenta varias corrientes que la crítica, asociándolas a las décadas de producción, agruparía en: 
- 'Novela existencial' en la década de 1940.[3]
- Novela social, a partir de la década de 1950 y dentro del realismo social.[14]
- «Novela estructural»,[3] una renovación del género en la década de 1960.[15]

En la década de 1940, en plena posguerra, parte de la referida 'novela existencial', cuyos mejores autores serían Miguel Delibes e Ignacio Aldecoa —y luego Carmen Laforet— degeneró en el llamado tremendismo, un subgénero literario caracterizado por su crudeza y cuyo principal exponente fue el futuro Premio Nobel Camilo José Cela. A ese frente "descarnado y pesimista", se opondría una segunda generación, denominada precisamente «generación de 1950» o «de Medio Siglo», y formada por escritores que estaban muy lejos de alcanzar la mayoría de edad al estallar la guerra. Ante la propuesta de que habría existido una continuidad entre la etapa de «pretendido realismo» de los 40 y el realismo social de la década posterior, Joan-Lluís Marfany rechaza esta evolución progresiva y se decanta por la segunda —la novela social— representando en cambio una ruptura con lo anterior.
Como herederos del folletín, cita Max Aub en su Manual de la Historia de la Literatura Española, a un puñado de escritores "apegados al canon del realismo —y aun del naturalismo—", dicho en palabras de Eugenio de Nora. En esa lista están: Francisco de Cossío, Tomás Borrás, Bartolomé Soler, Huberto Pérez de Ossa, Ramón Ledesma Miranda y Darío Fernández Flórez. Frente a ellos, pero solo por el enfrentamiento del binomio realidad-ficción, a partir de la década de 1950, aparece en España un tipo de novela de bolsillo, barata, pobremente editada y peor corregida pero igualmente popular. La componen, a partir de 1953, la ciencia ficción escrita por autores como Pascual Enguídanos, con la serie Saga de los Aznar o José Mallorquí, y dos grandes ejemplos de lo que Juan Pablo Fusi llama «literatura de quiosco», léase la novelita rosa y la del oeste, entre cuyos autores el propio Fusi destaca a Corín Tellado, Lafuente Estefanía o el ya citado José Mallorquí. En concreto, a las novelitas rosa —género del cual Corín Tellado fue considerada «la reina» en España y buena parte de ellas inscribibles en la ideología falangista instaurada con la dictadura— Martín Gaite las llegó a describir como «máquinas trituradoras del intelecto del lector»; entre autoras que cultivaron este género, Andreu destaca a Carmen de Icaza y las hermanas Luisa-María y Concha Linares Becerra, a las que Montejo Gurruchaga suma nombres como los de Julia Maura, María de las Nieves Grajales, Pilar Molina, María Teresa Sesé, Luisa Alberca, Ángeles Villarta, Mercedes Formica y Mari Luz Morales.

### En el contexto cultural
Atendiendo a la diferencia de contexto cultural y vital, se podría clasificar en dos grupos la novelística publicada en España durante la dictadura franquista, y la escrita por republicanos en el exilio, la primera sometida a la censura, y también las ediciones que se hicieron en España de lo escrito fuera, cuando a partir de 1966, se 'suavizó el ojo censor' y aumentó la edición en España de obras de autores, como Ramón J. Sender, Max Aub, Francisco Ayala, Arturo Barea o Salvador de Madariaga, entre otros muchos. Los críticos observan que, en contrapartida, fueron estos autores exiliados los que inicialmente tuvieron más repercusión en países como Estados Unidos.

## Monolingüismo
La "inviolable e irreversible Unidad Nacional" impuesta por la dictadura supuso la represión del resto de idiomas y lenguas madres habladas en España y la consecuente mutilación de su reflejo creador en sus literaturas, algunas de ellas de larga tradición.

### Novela en catalán
En el caso del catalán, esa mutación domina la década de 1940, cuando narradores como Sebastià Juan Arbó, Ignacio Agustí o José María Gironella, empezaron a emplear el castellano en sus novelas, a pesar de haber escrito en catalán antes de la guerra. En el marco de dicha narrativa catalana tuvieron importancia los premios de novela Joanot Martorell y Sant Jordi —sucesor del primero—, con la presencia de señalados autores: Maria Aurèlia Capmany,Josep Pla, Antoni Mus, Salvador Espriu, Agustí Bartra, Merce Rodoreda, Josep Maria Espinas, Estanislau Torres, Víctor Mora, Joaquim Carbó, Concepció González Maluquer, Baltasar Porcel, Maria Beneyto i Cuñat, Robert Saladrigas o Guillem Frontera, muchos de ellos con su obra novelística iniciada ya en los años 60.

### Novela en euskera
La posguerra cayó con todo su peso sobre la cultura vasca, que atravesaría en esos años "el periodo más crítico de toda su historia". La larga lista de escritores muertos en la contienda y la aún más larga de exiliados se sumaron a la prohibición en un primer momento del uso hablado de la lengua vasca. Durante casi una década solo queda la memoria del pasado. A partir de 1950 y junto a un mayor desarrollo de libros de poesía o costumbres, las primeras novelas en vasco se mueven entre "el purismo y el vulgarismo lingüísticos", escisión que no facilita su pleno desarrollo ni coherencia. La concepción estilística en principio sigue anclada en fórmulas decimonónicas y las piezas de ambiente urbano escasean frente a los ejemplos rurales más tradicionales. Juan Antonio Irazusta (1884-1952) publica en 1950 Bizia garratza da (La vida es áspera), sobre la emigración y el exilio. Dos años antes José de Eizaguirre (1881-1949) había publicado en América Ekaitzapean (Bajo la tormenta), justo antes de morir. Jon Etxaide (1920-1998) recupera el patrimonio más esencial novelando la vida del versolari "Etxahun", que se consideraría la obra narrativa más importante de ese periodo.. También se le debe a él la traducción al euskera de Las inquietudes de Shanti Andía, de Baroja, con el título de Itxasoa laño dago (1959). Otros novelistas de esos años son: el «olerkari» Eusebio Erquiaga (1912-1993) con temas urbanos, y dos especialistas' en novela policíaca, el farmacéutico José Antonio Loidi (1916-1999) y el baztanés Mariano Izeta (1915-2001).
En la siguiente generación, más afortunada y ya publicando a partir de 1960, se hallan los nombres de Jon Mirande —traductor además de narrativa de Poe y Munro—, Gabriel Aresti y José Luis Álvarez Emparanza.

### Novela en gallego
En el caso de la literatura gallega de posguerra, y partiendo del trígono formado por Castelao, Risco y Cunqueiro, el panorama aparece demoledor: Castelao muere en el exilio en 1950. Risco, fallecido en 1963, escribe cuatro novelas en castellano, una de ellas —La puerta de paja, convenientemente censurada— recibió el Premio Nadal en 1952. También hubo, en 1968, un Nadal para Cunqueiro, el más joven de los tres 'iniciados' y el más cercano al régimen, que empezó publicando poesía en su lengua materna y, tras la contienda escribió un puñado de novelas eruditas, singulares, fabulosas y bilíngues, siguiendo su propia consigna: "el hombre precisa, en primer lugar, como quien bebe agua, beber sueños". Capítulo aparte —y nunca en este apartado— por su propia idiosincrasia, merecen dos autores, casi antagónicos, con obra casi exclusiva en castellano: Wenceslao Fernández Flórez y Gonzalo Torrente Ballester.
En cuanto a la novelística en gallego en los años de posguerra, la primera novela escrita en ese idioma fue la ganadora el 22 de abril de 1950 del concurso convocado por la «Editorial dos Bibliófilos Gallegos»: A xente da Barreira de Carballo Calero, nacionalista, republicano y expreso político. Junto a él hay que anotar el nombre de Otero Pedrayo y, entre los exiliados, los de Luís Seoane y Rafael Dieste.
A lo largo de la década de 1950 irá apareciendo la obra de Eduardo Blanco Amor, Ánxel Fole y el mencionado Cunqueiro. Al inicio de la siguiente década ya se empieza a jugar con el término Nova Narrativa Galega en torno a autores de ambos sexos: Xohana Torres, María Xosé Queizán, Méndez Ferrín, Gonzalo Mourullo, Carlos Casares, a los que en esa pronto se añadirán los de Alfredo Conde, Paco Martín, Fernández Ferreiro o Xavier Alcalá.

## Estudios críticos
A la abundante bibliografía temática y estudios más o menos generales, podrían añadirse manuales y estudios como los de Juan Carlos Curuchet (Introducción a la novela española de postguerra), Robert C. Spires (La novela española de posguerra) o Rodolfo Cardona (Novelistas españolas de postguerra); además de trabajos más específicos como La novela existencial española de posguerra, de Óscar Barrero Pérez, o Temas existenciales en la novela española de Postguerra, de Gemma Roberts.